# All Out!!
Pour les articles homonymes, voir All out.
All Out!! (オール アウト, ALL OUT!!, littéralement « Tous dehors!! ») est un manga seinen écrit et illustré par Shiori Amase. Prépublié dans le magazine de Kōdansha, Monthly Morning Two, de novembre 2012 à février 2020, il totalise dix-sept volumes. La version française est éditée par Pika Édition depuis le 6 septembre 2023.
Une adaptation en anime par Madhouse et TMS Entertainment est diffusée d'octobre 2016 à mars 2017 sur Crunchyroll.

## Synopsis
Le jour de son entrée au lycée, Kenji Gion fait la rencontre du géant (mais timide) Sumiaki Iwashimizu. Malgré son mètre 59, Gion va se lier d'amitié à Iwashimizu, qui va lui faire découvrir un sport dont il ignore tout : le rugby.

## Personnages
Kenji Gion (祇園 健次, Gion Kenji)
Voix japonaise : Shōya Chiba (en), voix française : Alan Aubert-Carlin
Sumiaki Iwashimizu (石清水 澄明, Iwashimizu Sumiaki)
Voix japonaise : Yūto Adachi, voix française : Arnaud Laurent
Takuya Sekizan (赤山 濯也, Sekizan Takuya)
Voix japonaise : Yoshimasa Hosoya (en), voix française : Charles Mendiant
Mutsumi Hachiōji (八王子 睦, Hachiōji Mutsumi)
Voix japonaise : Ryōta Ōsaka (en), voix française : Adrien Solis
Etsugo Ōharano (大原野 越吾, Ōharano Etsugo)
Voix japonaise : Kenshō Ono (en), voix française : Emmanuel Rausenberger
Yūsaku Suwa (諏訪勇作, Suwa Yūsaku)
Voix japonaise : Daichi Kanbara
Isao Kifune (貴船　公, Kifune Isao)
Voix japonaise : Takuma Nagatsuka
Shōta Kibi (吉備翔太, Kibi Shōta)
Voix japonaise : Katsunori Okai
Kōsuke Marōdo (客人考助, Marōdo Kōsuke)
Voix japonaise : Keisuke Komoto
Tomomichi Takebe (健部知道, Takebe Tomomichi)
Voix japonaise : Wataru Takahashi
Yutaka Shinshi (眞子 豊, Shinshi Yutaka)
Voix japonaise : Takashi Uezumiya
Taichi Ōhie (大比叡太一, Ōhie Taichi)
Voix japonaise : Tomohito Takatsuka
Eiichi Hirota (広田鋭一, Hirota Eiichi)
Voix japonaise : Shun'ichi Maki
Takeo Atsuta (熱田猛雄, Atsuta Takeo)
Voix japonaise : Fukushi Ochiai (en)
Shinnosuke Hyōsu (兵主進乃介, Hyōsu Shinnosuke)
Voix japonaise : Kazuki Nakao, voix française : Grégory Laisné
Hirokuni Kasuga (春日寛邦, Kasuga Hirokuni)
Voix japonaise : Daiki Hamano (en), voix française : Yann Pichon
Raita Kamō (賀茂雷太, Kamō Raita)
Voix japonaise : Masayuki Shoji, voix française : Vincent de Boüard
Kōichirō Kashima (鹿島耕一郎, Kashima Kōichirō)
Voix japonaise : Hiromichi Tezuka
Yoshiki Hirano (平野良貴, Hirano Yoshiki)
Voix japonaise : Daiki Kobayashi, voix française : Bastien Bourlé
Susumu Kitamachi (北町　進, Kitamachi Susumu)
Voix japonaise : Yūsuke Ōta
Sueyoshi Mikami (三上季吉, Mikami Sueyoshi)
Voix japonaise : Yūki Hashimoto
Michio Sumiyoshi (住吉道生, Sumiyoshi Michio)
Voix japonaise : Kōdai Sakai (en)
Taihei Noka (苗鹿大平, Noka Taihei)
Voix japonaise : Toshinari Fukamachi (en), voix française : Grégory Laisné
Yuto Keta (気田悠人, Keta Yuto)
Voix japonaise : Kōtaro Nishiyama (en)
Toshinosuke Matsuo (松尾年乃助, Matsuo Toshinosuke)
Voix japonaise : Fuminori Komatsu
Natsuki Ise (伊勢夏樹, Ise Natsuki)
Voix japonaise : Chiharu Sawashiro (en), voix française : François Créton
Masaru Ebumi (江文 優, Ebumi Masaru)
Voix japonaise : Taishi Murata (en), voix française : Benjamin Pascal
Shingo Komori (籠信吾, Komori Shingo)
Voix japonaise : Takaya Hashi, voix française : Vincent Violette
Umeno Hoakari (火明うめの, Hoakari Umeno)
Voix japonaise : Haruka Yoshimura (en), voix française : Nathalie Bienaimé

## Liste des volumes
| no | Japonais                                        | Japonais          | Français         | Français          |
| no | Date de sortie                                  | ISBN              | Date de sortie   | ISBN              |
| -- | ----------------------------------------------- | ----------------- | ---------------- | ----------------- |
| 1  | 23 février 2013 (édition limitée) 23 avril 2013 | 978-4-06-387208-8 | 6 septembre 2023 | 978-2-8116-8254-5 |
| 2  | 20 septembre 2013                               | 978-4-06-387259-0 | 2 novembre 2023  | 978-2-8116-8294-1 |
| 3  | 21 février 2014                                 | 978-4-06-387297-2 | 3 janvier 2024   | 978-2-8116-8295-8 |
| 4  | 23 juillet 2014                                 | 978-4-06-388355-8 | 6 mars 2024      | 978-2-8116-8296-5 |
| 5  | 22 décembre 2014                                | 978-4-06-388411-1 | 2 mai 2024       | 978-2-8116-8297-2 |
| 6  | 23 avril 2015                                   | 978-4-06-388449-4 | 3 juillet 2024   | 978-2-8116-8298-9 |
| 7  | 23 septembre 2015                               | 978-4-06-388502-6 | 4 septembre 2024 | 978-2-8116-8299-6 |
| 8  | 23 février 2016                                 | 978-4-06-388564-4 | 6 novembre 2024  | 978-2-8116-8300-9 |
| 9  | 23 juin 2016                                    | 978-4-06-388614-6 | 8 janvier 2025   | 978-2-8116-8301-6 |
| 10 | 23 septembre 2016                               | 978-4-06-388644-3 | 19 mars 2025     | 978-2-8116-8302-3 |
| 11 | 23 février 2017                                 | 978-4-06-388688-7 | 21 mai 2025      | 978-2-8116-8303-0 |
| 12 | 23 juin 2017                                    | 978-4-06-388738-9 |                  |                   |
| 13 | 22 novembre 2017                                | 978-4-06-510517-7 |                  |                   |
| 14 | 23 mai 2018                                     | 978-4-06-511375-2 |                  |                   |
| 15 | 23 janvier 2019                                 | 978-4-06-514143-4 |                  |                   |
| 16 | 23 août 2019                                    | 978-4-06-516806-6 |                  |                   |
| 17 | 21 février 2020                                 | 978-4-06-518500-1 |                  |                   |